# Karl Hillebrand (Essayist)

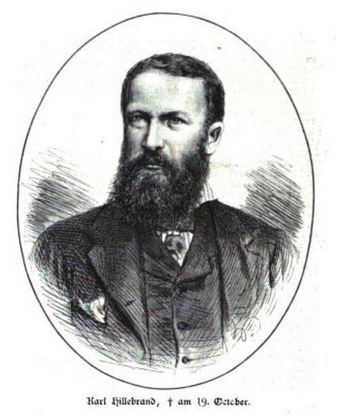
Karl Hillebrand

Karl Hillebrand (* 17. September 1829 in Gießen; † 19. Oktober 1884 in Florenz) war ein deutscher Essayist, Publizist, Kulturwissenschaftler und Literaturhistoriker.

## Leben
Karl Hillebrand war der Sohn des Gelehrten Joseph Hillebrand und der Bruder von Julius Hubert Hillebrand. Mit Wilhelm Liebknecht besuchte er das Landgraf-Ludwigs-Gymnasium. Nach dem Abitur begann er wie Liebknecht 1846/47 an der Hessischen Ludwigs-Universität Rechtswissenschaft zu studieren. Er war zwei Semester Renonce im Corps Starkenburgia. Zwischenzeitlich in Marburg immatrikuliert, musste Liebknecht 1847 fliehen; denn wegen politischer Umtriebe drohte ihm wie Liebknecht die Verhaftung. Hillebrand wechselte an die Ruprecht-Karls-Universität Heidelberg. Getrennt voneinander zogen Hillebrand und Liebknecht in die Badische Revolution. Hillebrand engagierte sich für die Reichsverfassungskampagne. Wie Liebknecht wurde er schließlich in der Festung Rastatt inhaftiert und zum Tode verurteilt. In ihren Lebenserinnerungen schildern beide dieses Ereignis ausführlich. Sie nehmen wechselseitig aufeinander Bezug, ohne den Namen des anderen zu nennen. Als die badischen Festungswachen revoltierten, gelang es Hillebrands Schwester Maria, ihrem Bruder und Liebknecht zur Flucht zu verhelfen. Mit anderen Inhaftierten erreichten sie in der Nacht den Rhein, den sie an einer seichten Stelle durchschwimmen konnten. Am anderen Rheinufer wurden sie von der französischen Gendarmerie empfangen, mit einem geringen Geldbetrag versehen und in Richtung Paris entlassen. Dort wurden sie Assistenten von Heinrich Heine, für den sie Lektoratsarbeiten verrichteten. Wenige Wochen später trennten sich ihre Wege und ihre politischen Ansichten. Hillebrand entsagte der Politik und trat in das bürgerliche Lager über. Wilhelm Liebknecht kehrte nach Baden zurück und emigrierte schließlich über die Schweiz nach London, wo er im Umfeld von Karl Marx und Friedrich Engels etwa zwölf Jahre lebte.
Später absolvierte Hillebrand ein Studium an der Universität Bordeaux. Ab 1863 war er Professor für fremde Literaturen an der philosophischen Fakultät der Universität Douai. Wohl aufgrund des Deutsch-Französischen Krieges demissionierte er 1870. Anschließend folgte er seiner Lebensgefährtin Jessie Laussot nach Florenz. 1879 heiratete er sie. Im Alter von 55 Jahren starb er als freier Schriftsteller in Florenz, wo er seine letzte Ruhestätte fand.
Er kannte die meisten deutschsprachigen Schriftsteller und Philosophen seiner Zeit (u. a. Friedrich Nietzsche), aber auch Musikerpersönlichkeiten wie Hans von Bülow persönlich und korrespondierte mit ihnen. Hillebrand galt viele Jahre als Experte für Frankreich und Italien. Er war Ehrenbürger der Stadt Florenz. Die Deutsche Akademie für Sprache und Dichtung verleiht den Karl-Hillebrand-Preis für Essays. Seine nachgelassenen Schriften liegen im Archiv der Berlin-Brandenburgischen Akademie der Wissenschaften.

## Werke
- Geschichte Frankreichs von der Thronbesteigung Louis Philipps bis zum Falle Napoleons III. Gotha: Perthes
  - Bd. 1 Die Sturm- und Drangperiode des Julikönigtums (1877)
  - Bd. 2 Die Blüthezeit der parlamentarischen Monarchie (1879)
  - Bd. 3 Die Julirevolution und ihre Vorgeschichte (1881)
- Unbekannte Essays. Bern: Francke, 1955
- Zeiten, Völker und Menschen. Berlin: Oppenheim, 1902
  - Bd. 1 Frankreich und die Franzosen in der zweiten Hälfte des 19. Jahrhunderts
  - Bd. 2 Wälsches und Deutsches
  - Bd. 3 Aus und über England
  - Bd. 4 Profile
  - Bd. 5 Aus dem Jahrhundert der Revolution
  - Bd. 6 Zeitgenossen und Zeitgenössisches
  - Bd. 7 Culturgeschichtliches

- Zwölf Briefe eines ästhetischen Ketzer's (1874)
- Italia 1.1874 – 4.1877